# Cuevas de San Clemente
Cuevas de San Clemente – gmina w Hiszpanii, w prowincji Burgos, w Kastylii i León, o powierzchni 13,26 km². W 2011 roku gmina liczyła 56 mieszkańców.